# Cedar Grove Open 1974
Il Cedar Grove Open 1974  è stato un torneo di tennis. È stata la 1ª edizione del torneo, che fa parte del Commercial Union Assurance Grand Prix 1974. Il torneo si a Cedar Grove negli Stati Uniti, dal 9 al 15 settembre 1974.

## Campioni

### Singolare maschile
Ilie Năstase ha battuto in finale  Juan Gisbert con il punteggio di 6–4 7–6

### Doppio maschile
Steve Siegel /  Kim Warwick hanno battuto in finale  Dick Crealy /  Bob Tanis con il punteggio di 4–6, 6–2, 6–1